# Copelatus guineensis
Copelatus guineensis är en skalbaggsart som beskrevs av Guignot 1955. Copelatus guineensis ingår i släktet Copelatus och familjen dykare. Inga underarter finns listade i Catalogue of Life.